# Federalny Departament Spraw Zagranicznych
Federalny Departament Spraw Zagranicznych (niem.: Eidgenössische Departement für auswärtige Angelegenheiten (EDA), fr.: Département fédéral des affaires étrangères (DFAE), wł.: Dipartimento federale degli affari esteri (DFAE), romansz: Departament federal d’affars exteriurs (DFAE)) – departament odpowiadający za prowadzenie polityki zagranicznej Szwajcarii.
Od powstania Departamentu w 1848 do 1888 oraz w latach 1896-1913 sprawami zagranicznymi Szwajcarii kierował zawsze prezydent kraju.
Od 1 listopada 2017 departamentem kieruje Ignazio Cassis z FDP.

## Historyczne nazwy
- od 1848 – Departament Polityczny
- od 1 stycznia 1888 – Departament Spraw Zagranicznych
- od 1 stycznia 1896 – Departament Polityczny
- od 1 stycznia 1979 – Departament Spraw Zagranicznych

## Lista szefów Departamentu
| #  | Od               | Do                   | Imię i nazwisko           | Data ur. i śm. | Partia | Kanton                 |
| -- | ---------------- | -------------------- | ------------------------- | -------------- | ------ | ---------------------- |
|    | 1848             | 31 grudnia 1887      | Prezydenci Szwajcarii     |                |        |                        |
| 1  | 1 stycznia 1888  | 31 grudnia 1892      | Numa Droz                 | 1844–1899      | FDP    | Neuchâtel              |
| 2  | 1 stycznia 1893  | 31 grudnia 1895      | Adrien Lachenal           | 1849–1918      | FDP    | Genewa                 |
|    | 1 stycznia 1896  | 31 grudnia 1913      | Prezydenci Szwajcarii     | –              |        |                        |
| 3  | 1 stycznia 1914  | 19 czerwca 1917      | Arthur Hoffmann           | 1857–1927      | FDP    | Sankt Gallen           |
| 4  | 2 lipca 1917     | 31 grudnia 1917      | Gustave Ador              | 1845–1928      | LPS    | Genewa                 |
| 5  | 1 stycznia 1918  | 31 grudnia 1919      | Felix Calonder            | 1863–1952      | FDP    | Gryzonia               |
| 6  | 1 stycznia 1920  | 23 stycznia 1940     | Giuseppe Motta            | 1871–1940      | CVP    | Ticino                 |
| 7  | 23 stycznia 1940 | 6 marca 1940         | Johannes Baumann          | 1874–1953      | FDP    | Appenzell Ausserrhoden |
| 8  | 6 marca 1940     | 4 stycznia 1945      | Marcel Pilet-Golaz        | 1889–1958      | FDP    | Vaud                   |
| 9  | 4 stycznia 1945  | 30 czerwca 1961      | Max Petitpierre           | 1899–1994      | FDP    | Neuchâtel              |
| 10 | 1 lipca 1961     | 4 stycznia 1966      | Friedrich Traugott Wahlen | 1899–1985      | SVP    | Zurych                 |
| 11 | 4 stycznia 1966  | 31 stycznia 1970     | Willy Spühler             | 1902–1990      | SPS    | Zurych                 |
| 12 | 1 lutego 1970    | 31 stycznia 1978     | Pierre Graber             | 1908–2003      | SPS    | Vaud                   |
| 13 | 1 lutego 1978    | 31 grudnia 1987      | Pierre Aubert             | 1927–          | SPS    | Neuchâtel              |
| 14 | 1 stycznia 1988  | 31 marca 1993        | René Felber               | 1933–          | SPS    | Neuchâtel              |
| 15 | 1 kwietnia 1993  | 30 kwietnia 1999     | Flavio Cotti              | 1939–          | CVP    | Ticino                 |
| 16 | 1 maja 1999      | 31 grudnia 2002      | Joseph Deiss              | 1946–          | CVP    | Fryburg                |
| 17 | 1 stycznia 2003  | 31 grudnia 2011      | Micheline Calmy-Rey       | 1945–          | SPS    | Valais                 |
| 18 | 1 stycznia 2012  | 31 października 2017 | Didier Burkhalter         | 1960–          | FDP    | Neuchâtel              |
| 19 | 1 listopada 2017 | nadal pełni urząd    | Ignazio Cassis            | 1961–          | FDP    | Ticino                 |